# Unió Socialdemòcrata (Letònia)
Unió Socialdemòcrata (letó Sociāldemokrātu Savienība, SDS) és un partit polític de Letònia format per una escissió del Partit Socialdemòcrata Obrer Letó (LSDSP), quan el líder d'aquest partit al Saeima, Egils Baldzēns, va perdre l'elecció a secretari general davant Juris Bojārs. La causa del cisma foren les relacions estretes que mantenia el partit amb la coalició Pels Drets Humans en una Letònia Unida, que era considerat excessivament pro-rus per als escindits. El 24 de març de 2002 va celebrar el seu congrés fundacional a Riga, però a les eleccions legislatives letones de 2002 només va obtenir l'1,5% dels vots i cap diputat. El seu cap actual és Egils Rutkovskis i el gener de 2009 decidí unir-se a la coalició Centre de l'Harmonia. El 2010, el partit va fusionar-se amb altres partits integrants de la coalició Centre de l'Harmonia per formar el Partit Socialdemòcrata "Harmonia". El nou partit va seguir formant part de la coalició, a la qual ja formava part la Unió Socialdemòcrata.